# Tân Dã
Tân Dã (Chữ Hán phồn thể: 新野縣, Chữ Hán giản thể: 新野县, Hán Việt: Tân Dã huyện) là một huyện thuộc địa cấp thị Nam Dương, tỉnh Hà Nam, Cộng hòa Nhân dân Trung Hoa. Huyện Tân Dã nằm ở bồn địa Nam Dương tây nam của tỉnh Hà Nam. Huyện này có diện tích 1062 km2, dân số 730.000 người. Tân Dã là một thành cổ có lịch sử lâu đời, thời Tây Hán, Lưu Tú khởi binh tại đây. Thời tiền Tam Quốc, Lưu Bị từng nhiều năm trấn thủ tại đây. Một số di tích thời Tam Quốc nay vẫn còn ở đây.
Đây là một huyện nông nghiệp. Về mặt hành chính, huyện này được chia ra thành các đơn vị hành chính gồm 9 trấn, 5 hương.
- Trấn: Thành Quan, Ngữ Tinh, Oai (Oa) Tử, Vương Trang, 溧河铺, Thi Anm, Sa Yển, Vương Tập, Tân Miếu Phô.
- Hương: Thượng Cảng, Thành Giao, Tiền Cao Miếu, Phàn Tập, Thượng Trang.